# Parc Nacional de Saltfjellet-Svartisen
El Parc Nacional de Saltfjellet-Svartisen (en noruec: Saltfjellet-Svartisen nasjonalpark) és un parc nacional del comtat de Nordland, a Noruega. Es troba dins dels municipis de Beiarn, Meløy, Rana, Rødøy, Saltdal i Bodø. La carretera europea E06 i la Línia de Nordland segueixen la frontera del sud i de l'est al voltant del parc.
Amb 2.102 quilòmetres quadrats, és un dels parcs nacionals més grans de Noruega. També és un dels més variats, ja que inclou tant formacions muntanyoses alpines amb glaceres, així com altiplans de pendent suau i valls boscosos. El parc nacional comprèn parts de la serralada Saltfjellet. La glacera Svartisen es troba a la part central del parc. També hi ha molts llocs d'interès cultural Sami dins del parc.